# New Zealand Company
New Zealand Company - firma zarejestrowana w Wielkiej Brytanii, powstała w roku 1839 w Londynie z zamiarem promowania „systematycznej” kolonizacji Nowej Zelandii. Kompania miała zamiar postępować zgodnie z zasadami nakreślonymi przez Edwarda G. Wakefielda, który pragnął stworzenia nowoczesnego angielskiego społeczeństwa na półkuli południowej. System emigracyjny Wakefielda głosił dążenie do wyższych, szlachetniejszych celów niż zwykłe osiąganie zysków finansowych.
Kompania założyła osady Wellington, Nelson, Wanganui i Dunedin, brała również udział w zasiedlaniu New Plymouth i Christchurch. Szczyt swych możliwości osiągnęła w roku 1841, po czym – od roku 1843 – zaczęła popadać w kłopoty finansowe, z których nie zdołała się już wydostać i przestała funkcjonować w roku 1858.
Kompania stała się znana za przyczyną swych starannie opracowanych i pretensjonalnych ogłoszeń reklamowych, a także z powodu gwałtownych ataków na tych, których uważała za swych przeciwników – brytyjski Urząd ds. Kolonii i kolejnych gubernatorów Nowej Zelandii. Ostro przeciwstawiała się traktatowi Waitangi, a z drugiej strony była krytykowana za „podstępy” i kłamstwa.
Kompania uważała się za przyszły pseudo-rząd Nowej Zelandii, proponując w latach 1845-1846 podzielenie kolonii na dwie części, wzdłuż linii od Mokau na zachodzie po Cape Kidnappers na wschodzie – północna część miała być zarezerwowana dla Maorysów i misji chrześcijańskich, podczas gdy południe miało stać się prowincją o nazwie „New Victoria”, zarządzaną przez kompanię. Komisarz ds. Kolonii odrzucił tę propozycję.

## Pierwsze próby kolonizacji
Najwcześniejsze zorganizowane próby skolonizowania Nowej Zelandii podjęto w roku 1825, kiedy to w Londynie powstała pierwsza „The New Zealand Company”, na czele której stał członek Parlamentu John George Lambton. Kompania bezskutecznie występowała do rządu brytyjskiego o skierowanie na wyspy wojska, jak również o 31-letni okres wyłączności w handlu, spodziewając się znacznych dochodów z eksploatacji lnu nowozelandzkiego, drewna kauri, wielorybnictwa i polowań na foki. W następnym roku wysłała dwa statki pod dowództwem kapitana Jamesa Herda, w celu zbadania możliwości handlu i terenów nadających się do osadnictwa w Nowej Zelandii.
We wrześniu lub październiku 1826 roku statki Lambton i Isabella (lub Rosanna), zawinęły do Te Whanganui-a-Tara (dzisiaj Port morski Wellington), którą Herd nazwał Zatoką Lambtona. Herd zbadał teren i uznał, że południowo-zachodnie brzegi zatoki najlepiej nadają się na założenie europejskiej osady. Statki pożeglowały następnie na północ, by rozeznać możliwości prowadzenia handlu i zakupu ziem (4000 km²) od miejscowych Maorysów w rejonach Hokianga, Manukau i Paeroa. Po wydatkowaniu 20 000 ₤ kompania porzuciła dalsze próby handlu i osadnictwa, a następnie przestała funkcjonować.

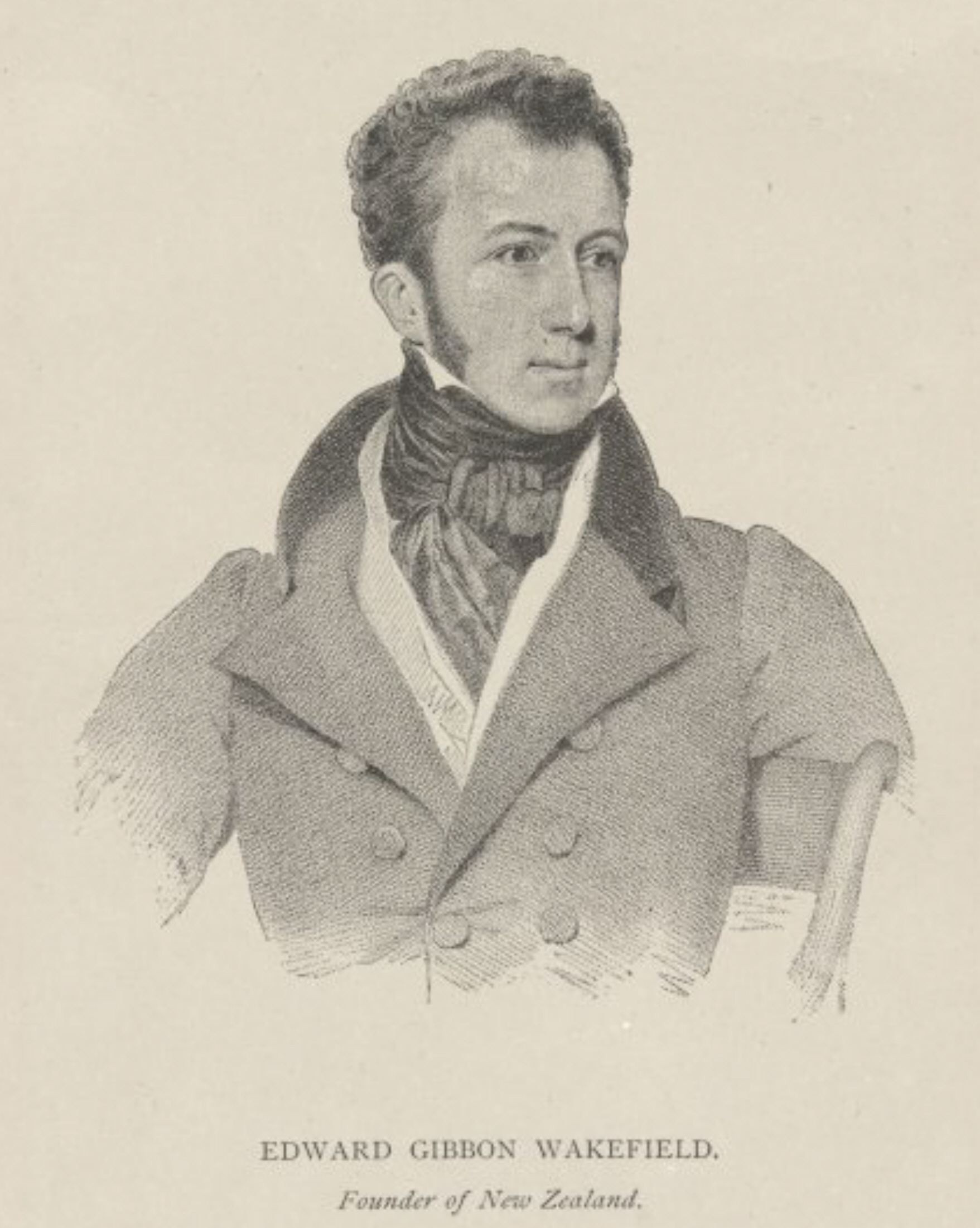
Edward Gibbon Wakefield

## Edward Gibbon Wakefield
Edward Gibbon Wakefield powrócił do planów osadnictwa w Nowej Zelandii w latach trzydziestych XIX wieku. W roku 1829, gdy odsiadywał w więzieniu karę za uprowadzenie 15-letniej krewnej, opublikował broszurę i serię artykułów w gazetach – później wydanych razem w formie książkowej – promując kolonizację Australazji. Plan Wakefielda wymagał od kompanii kupowania ziemi od autochtonów bardzo tanio, by następnie sprzedać ją pośrednikom i „osadnikom-dżentelmenom” po znacznie wyższych cenach. Emigranci, pragnący otrzymać działki ziemi od dżentelmenów, musieli na tychże działkach pracować i zaopatrywać swoich pracodawców we wszystko co do życia niezbędne. Mogli ewentualnie wykupić działkę na własność, ale wysokie ceny ziemi i niskie płace miały dać pewność, że nim będą mogli tego dokonać, przepracują wiele lat.
Ludzie związani w roku 1825 z New Zealand Company przejęli teraz idee Wakefielda i starali się je wykorzystać w roku 1834, jako podstawę do kolonizacji Australii Południowej, gdzie zamierzali stworzyć „modelową społeczność angielską”, jednak Wakefield uznał ten eksperyment za nieudany i w 1836 roku zainteresował się Nową Zelandią, gdzie jego teoria o „systematycznej” kolonizacji mogła przerodzić się w czyn. W rok później przewodniczył pierwszemu posiedzeniu New Zealand Association. W jej skład weszli członkowie Parlamentu William Hutt i sir William Molesworth, Robert Stephen Rintoul, założyciel i wydawca Spectatora oraz londyński bankier John Wright. Wakefield przygotował projekt ustawy, która miała przynieść stowarzyszeniu owoce.
Projekt napotkał zdecydowany sprzeciw, zarówno ze strony Urzędu ds. Kolonii, jak i Stowarzyszenia Misjonarzy, które uznały, że autorzy projektu dążą do „podboju i eksterminacji obecnych mieszkańców”. Misjonarze, tak anglikanie, jak i metodyści, byli poruszeni treścią broszur opublikowanych przez Wakefielda, w których twierdził, że jednym z zadań kolonizatorów jest „cywilizowanie barbarzyńców” którzy „ledwie potrafią uprawiać ziemię”. Maorysi, jak pisał, „łakną” kolonizacji i oczekują Anglików „jako istot oczywiście wyższych od nich do tego stopnia, że myśl o niepodległości i zrównaniu w prawach nigdy nie zagości w ich umysłach”. Wakefield sugerował, by w chwili, gdy maoryjscy wodzowie oddadzą za bezcen swą ziemię osadnikom, zostali „adoptowani” przez angielskie rodziny, które miałyby ich uczyć i korygować.

## New Zealand Land Company
Z końcem roku 1837 stowarzyszenie zaczęło zdobywać niejakie poparcie w kręgach rządowych, a w grudniu przedstawiony został projekt królewskiego dekretu, na mocy którego miało ono przejąć odpowiedzialność za administrację, a także za prawodawstwo, sądownictwo, wojskowość i finanse kolonii Nowa Zelandia pod ścisłą kontrolą brytyjskiego rządu. By jednak dekret mógł wejść w życie, stowarzyszenie – zgodnie ze słowami sekretarza ds. kolonii Lorda Glenelg – winno przeistoczyć się w spółkę akcyjną; warunki te stowarzyszenie od razu odrzuciło. W sierpniu 1838 roku stowarzyszenie przekształciło się w dwie organizacje, New Zealand Colonisation Company i New Zealand Land Company. W maju 1839 roku obie zjednoczyły się z 1825 New Zealand Company tworząc New Zealand Land Company, zaś w grudniu wybrano nazwę „New Zealand Company” jako jedyną organizację uprawnioną do wysyłania emigrantów do Nowej Zelandii. Raz jeszcze Edward Gibbon Wakefield pokazał niezmożoną energię, aczkolwiek w tym samym czasie dekret królewski został wycofany.
Tymczasem rząd brytyjski zaczął zwracać baczniejszą uwagę na sprawę Maorysów i brak regulacji prawnych 2000 obywateli brytyjskich zamieszkujących głównie w okolicach Bay of Islands. Ze względu na ich liczebność władze uznały, że kolonizacja w chwili obecnej jest nieunikniona i pod koniec 1838 roku podjęły decyzję o mianowaniu konsula jako krok przedwstępny przed ogłoszeniem włączenia Nowej Zelandii do Korony. Urzędnicy New Zealand Company zdawali sobie sprawę, że taka deklaracja zamrozi sprzedaż gruntów, która teraz zostanie objęta ścisłą kontrolą rządową. Mieli inne plany, według których Nowa Zelandia miała być traktowana jako obcy kraj, gdzie mogliby kupować ziemię bezpośrednio od Māori, co zapewniałoby im większe zyski.

## Wyprawa z roku 1839
New Zealand Company w związku z tym pospiesznie zorganizowała ekspedycję z zamiarem masowego wykupu ziem. W maju 1839 roku wyruszyła ona do Nowej Zelandii na pokładzie statku Tory, pod przewodnictwem młodszego brata szefa kompanii, pułkownika Williama Wakefielda.
Drugi statek, Cuba, z zespołem mierniczych z kapitanem Williamem Mein Smithem na czele, wyruszył w drogę w sierpniu, a w miesiąc po nim pierwszy z dziewięciu statków zapełnionych emigrantami, a więc zanim do Londynu dotarły jakiekolwiek wieści o losach statków Tory i Cuba. Flotylla emigrancka otrzymała instrukcję, by kierować się do Port Hardy na wyspie d’Urville’a, gdzie przybysze mieli dostać informacje o ich ostatecznym celu podróży.
Z pomocą wielorybnika i kupca Dicky’ego Barretta, który miał dobre stosunki z Māori i znał parę słów w ich języku, William Wakefield zaczął negocjować kupno ziem Māori wokół Petone w dzisiejszym Wellington, gdy tylko wylądował w Nowej Zelandii; do końca roku zawarł kilka kontraktów, które niemal natychmiast okazały się problematyczne.
Miejsce osiedlenia okazało się zupełnie inne niż to, które przedstawiano emigrantom w Londynie: Wellington opisano jako lekko sfałdowany teren znakomicie nadający się pod uprawę winorośli, oliwek i zbóż Plany sporządzone w Anglii ukazywały system równoległy i prostopadłych ulic, które nijak nie przystawały do rzeczywistego ukształtowania terenu. Ulice i skrzyżowania, parki i cmentarze wyznaczono tam, gdzie z rzeczywistości znajdowała się błotnista delta rzeki lub strome wzgórza i głębokie rozpadliny.

## Traktat Waitangi
New Zealand Company długo oczekiwała interwencji rządu brytyjskiego w związku z jej poczynaniami na Nowej Zelandii i taka rzeczywiście nastąpiła wraz z podpisaniem „traktatu Waitangi”” w dniu 6 lutego 1840 roku. Traktat dawał Koronie możliwość działania w Nowej Zelandii z ludem Māori jako równoprawnym partnerem, ale, zgodnie z tzw. zasadą pierwokupu, Māori mogli sprzedawać swe grunty wyłącznie rządowi brytyjskiemu za pośrednictwem jego agentów. Wicegubernator William Hobson natychmiast zamroził wszelkie operacje kupna/sprzedaży ziemi i zadeklarował, że wszystkie dokonane operacje będą poddane dochodzeniom. Traktat ten postawił New Zealand Company w bardzo trudnej sytuacji. Kompania nie posiadała wystarczająco dużo ziemi by obdzielić nią napływających osadników i nie mogła legalnie sprzedawać tych działek, które rzekomo posiadała na własność.
Władze brytyjskie zaczęły stopniowo łagodzić restrykcje nałożone na handel ziemią po uzyskaniu pod koniec roku porozumienia pomiędzy Kompanią a sekretarzem ds. kolonii, który wynegocjował znaczną obniżkę cen, jeśli kupującym będzie strona rządowa, a akt kupna/sprzedaży będzie przez nią kontrolowany. Pieniądze w ten sposób zaoszczędzone przez władze miałyby być przeznaczone na pomoc dla przyszłych osadników. Porozumienie zostało przyjęte przez kompanię słowami „wszystko czego pragnęliśmy... nasza kompania jest prawdziwym przedstawicielem rządu w kolonizacji Nowej Zelandii”. Rząd zrzekł się prawa pierwokupu w rejonie Wellington, Wanganui i New Plymouth we wrześniu roku 1841.

## Założenie Wellington
Opierając się na opinii swego głównego mierniczego, kapitana artylerii Williama M. Smitha, Kompania założyła swą pierwszą osadę o nazwie „Britannia”. W początkach roku 1840 sześć pierwszych emigranckich statków zawinęło do Pito-one (dzisiaj Petone). Nie było żadnych przygotowań na ich przyjęcie. Z pomocą Māori przybysze zbudowali szereg szałasów na wybrzeżu u ujścia rzeki Hutt. Każdy osadnik zakupił około 40 ha ziemi, na której miał siać i sadzić to wszystko, co miało mu zapewnić przeżycie. Jednak dolina Pito-one zarośnięta była gęstym lasem i chaszczami, podatna na podtapianie przez okoliczne bagna i strumienie, z brzegami zatoki tak płytkimi, że statki musiały cumować w odległości 1600 metrów od plaży. W marcu, w osiem tygodni po przybyciu pierwszego statku, osadnicy postanowili przenieść osadę do Thorndon na południowym zachodzie, gdzie brzeg zatoki był zdecydowanie bardziej płaski.

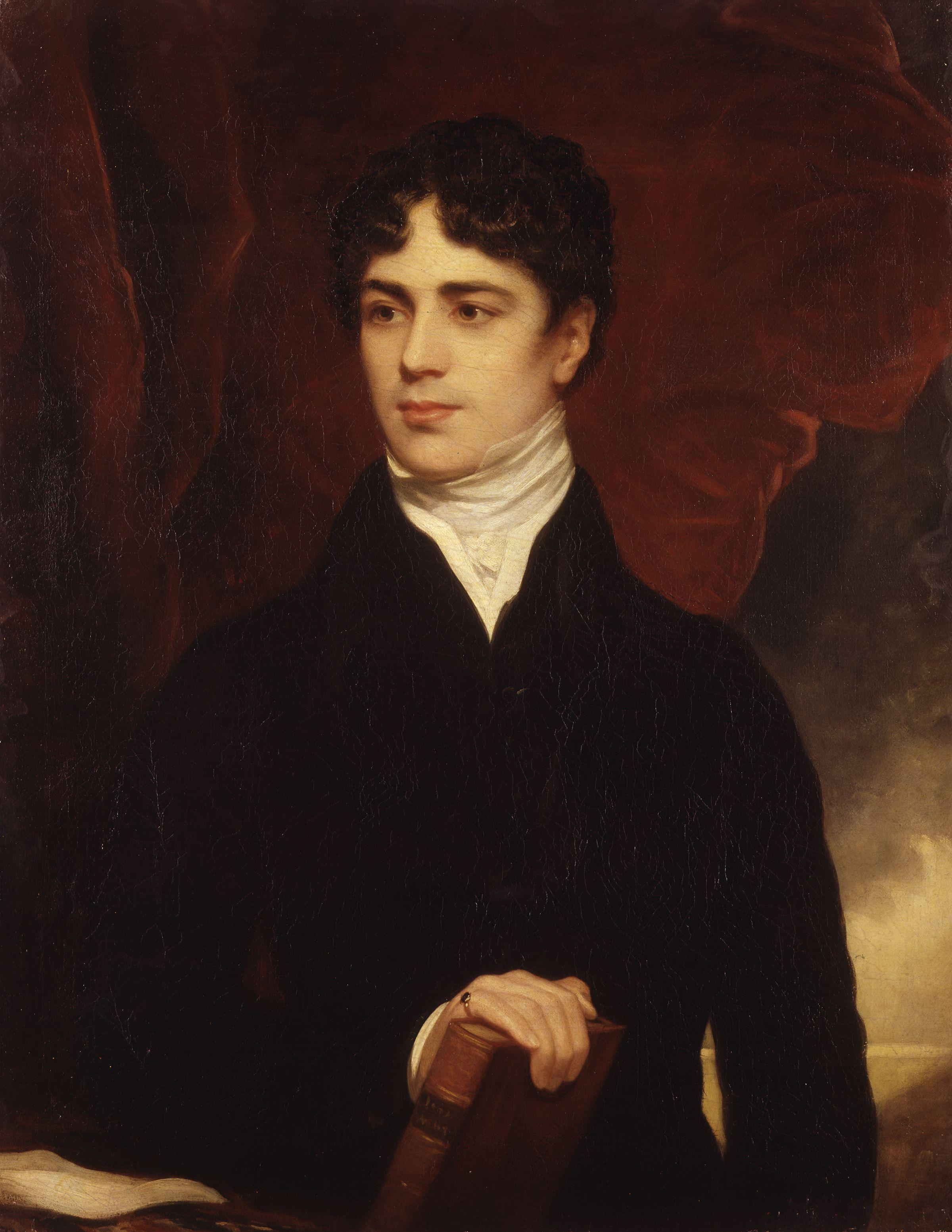
John Lambton, 1. Baron Durham

Tu jednak rychło osadnicy natrafili na problemy; wybrany teren był zamieszkany przez Māori, którzy byli zdziwieni i oszołomieni tym, że Pākehā nagle pojawiają się w ich domostwach, ogrodach i cmentarzach wbijając drewniane kołki w ich ziemię. Zaczęły się niesnaski z gospodarzami, którzy nie zamierzali ustępować, w związku z czym mierniczy zostali wyposażeni w broń.
Wakefield kupił ziemię we wrześniu roku poprzedniego, płacąc metalowymi garnkami, kostkami mydła, bronią i amunicją, siekierami, haczykami na ryby, ubraniami – w tym także czerwonymi szlafmycami – woskowymi tabliczkami, ołówkami, parasolami, lakiem i drumlami. Podpisy pod tekstami kontraktów uzyskiwano od lokalnych wodzów po wyjaśnieniach Wakefielda, co tłumaczył Barrett, że z chwilą otrzymania zapłaty przestają być właścicielami wzmiankowanych w kontraktach terenów. Jednakże zgodnie z dowodami dostarczonymi później komisji śledczej Spaina – powołanej przez gubernatora FitzRoya dla zbadania działalności New Zealand Company – okazało się, że z wodzami reprezentującymi pā Te Aro, Pipitea i Kumutoto, gdzie miała powstać osada Thorndon, nikt nie rozmawiał i nikt im za nic nie płacił; że Te Wharepouri, agresywny młody wódz, który chciasł się wykazać swoją ważnością, sprzedał ziemie, które doń nie należały, a także że tłumaczenia w wykonaniu Barretta były błędne. Barrett powiedział komisji Spaina w lutym 1843: „Dałem im do zrozumienia, że gdy napiszą swoje imiona, dżentelmeni w Anglii będą wiedzieli kto jest wodzem”. Angela Caughey twierdzi, że Wakefield i Barrett nie byli w stanie odwiedzić wszystkich wiosek w rejonie Whanganui-a-Tara w ciągu jednego dnia, wytłumaczyć o co im chodzi i uzyskać aprobaty wodzów.
W sierpniu 1840 roku New Zealand Company otrzymała kolejny cios, gdy Rada Legislacyjna Nowej Południowej Walii (NPW) oznajmiła, że płatność za ziemie w Nowej Zelandii powinny trafiać bezpośrednio do ich właścicieli i że żadna indywidualna sprzedaż nie może przekraczać obszaru większego niż „four square miles”. Rząd NPW zamierzał przyjrzeć się dokładnie wszystkim zakupom dokonanym przez New Zealand Company – która już oznajmiła, że kupiła 8 000 km² i odsprzedała część tego terenu osadnikom – jak również ponad 1200 indywidualnym aktom kupna/sprzedaży w tym kraju. W osadzie wybuchła panika i setki osadników zdecydowały się porzucić dopiero co zasiedlone tereny i wyemigrować do Valparaíso w Chile.
W listopadzie 1840 roku dyrektorzy New Zealand Company poradzili Wakefieldowi, by nowe miasto w Zatoce Lambton Harbour ochrzcił imieniem Lorda Wellingtona, w uznaniu jego poparcia dla wysiłków kompanii. Edward Jerningham Wakefield donosił, że osadnicy „przyjęli stanowisko dyrektorów z uznaniem i nowa nazwa została bez wahania zaadaptowana”.

## Nelson
W kwietniu 1841 roku kompania powiadomiła sekretarza ds. kolonii o zamiarze utworzenia „zdecydowanie większej” osady niż pierwsza. Osada początkowo miała zostać nazwana Molesworth na cześć radykała z brytyjskiej Partii Wigów sir Williama Moleswortha, który wspierał Wakefielda, ale w końcu przyjęła nazwę Nelson (na cześć zwycięzcy spod Trafalgaru) wobec faktu, że Molesworth wykazywał małe zainteresowanie sprawami kolonii. Planowano sprzedaż 1000 działek, o powierzchni 60 ha każda, co przyniosłoby kompanii około 50 000 ₤ czystego profitu. Ziemia miała być sprzedawana za 301 ₤ od działki lub 30 szylingów za akr.
Dwa statki Whitby i Will Watch, wyruszyły w tym samym miesiącu do Nowej Zelandii z mierniczymi i kopaczami na pokładach, by przygotować działki dla pierwszych osadników, którzy mieli przybyć w pięć miesięcy później. Tymczasem sprzedaż ziemi nie przynosiła spodziewanych zysków: z początkiem czerwca sprzedano zaledwie 326 działek, przy czym jedynie 42 kupujących zamierzało udać się do Nowej Zelandii.
Oba statki z mierniczymi dotarły do Ślepej Zatoki (dziś nosi ona nazwę Tasman Bay), gdzie przywódcy ekspedycji poszukiwali ziemi pod działki dla osadników. Po spotkaniu z miejscowymi Māori Arthur Wakefield oświadczył, że uzyskał – w zamian za „prezenty”, takie jak siekiery, karabiny, proch strzelniczy, koce i fajki – znaczny obszar, na którym w styczniu roku 1842 postawiono ponad 100 szałasów dla spodziewanych osadników. W miesiąc później osada miała jakoby liczyć 500 mieszkańców z wołami, owcami, trzodą chlewną i drobiem, aczkolwiek kompania nie znalazła jeszcze ziemi dla tych, którzy nabyli „prawa”.
Poszukiwanie tej ziemi doprowadziło w końcu do incydentu w Dolinie Wairau – w tamtych czasach znanego jako „masakra w Wairau” – w dniu 17 czerwca 1843 roku, kiedy to 22 Europejczyków i 4 Maorysów poniosło śmierć w starciu, którego podłożem był spór o ziemie w dolinie odległej o 25 km od Nelson. Arthur Wakefield twierdził rzekomo, że ziemię tę nabył od wdowy po wielorybniku, który z kolei miał ją nabyć od wodza Te Rauparaha'i. Szef zaprzeczył, by cokolwiek białym sprzedawał. Mimo że osadnicy w Nelson i Wellington byli głęboko wstrząśnięci wydarzeniami w Wairau, dochodzenie przeprowadzone przez gubernatora Roberta FitzRoya dowiodło, że winę za wszystko ponoszą przedstawiciele New Zealand Company.
Wcześniej, bo w roku 1839, New Zealand Company postanowiła „zachęcić emigrantów z Niemiec”, w którym to celu założyła przedstawicielstwo w Bremie. Próbę sprzedaży we wrześniu 1841 roku wysp Chatham firmie Deutsche Colonisations Gesellschaft udaremnił rząd brytyjski. Wobec powyższego Niemcy pożeglowali do Nelson.

## Ostatnie operacje
New Zealand Company założyła także osiedle w Wanganui w roku 1840, jako dodatkowe miejsce dla ludzi, którzy mieli osiąść w okolicach Wellington, a także – nie bezpośrednio – brała udział w kolonizacji New Plymouth w 1841 roku. Kompania wysłała również mierniczych na wschodnie wybrzeże Wyspy Południowej by rozpoznać kolejne miejsca godne osadnictwa, gdzie weszła w kontakt z kolonią francuską założoną pod auspicjami Nanto-Bordelaise Company.
W lipcu 1843 roku New Zealand Company przedstawiła zamiar zakupu 48 000 hektarów ziemi w obszarze, który sama nazwała New Edinburgh. Miejsce owej osady do dziś jest niejasne. W celu zachęcenia do emigracji Szkotów założono biuro werbunkowe w Edynburgu. W styczniu 1844 roku wytyczono 160 000 hektarów gruntów nad brzegami zatoki Otago. Pierwsza grupa emigrantów wyruszyła ku temu, co miało zostać osadą Dunedin w końcu listopada 1847.

## Kłopoty i rozwiązanie kompanii
New Zealand Company zaczęła popadać w kłopoty finansowe od połowy roku 1843 z dwóch powodów. pierwotny plan zakładał kupowanie ziemi tanio i sprzedawanie drogo, w nadziei na przyciągnięcie bogatych kolonistów. Dochody ze sprzedaży miały być przeznaczone na koszty podróży kolonistów z klasy robotniczej oraz na roboty publiczne, jak np. drogi, szkoły, kościoły. By taki schemat mógł pracować ważne było zachowanie właściwej proporcji pomiędzy biednymi kolonistami a właścicielami ziemi. W rzeczywistości proporcja ta nigdy nie została osiągnięta – zawsze znacznie więcej było biedaków, których emigrację opłacała kompania, niż posiadaczy.
Drugim ważnym powodem było to, że znaczne połaci ziemi w nowej kolonii kupowane były przez ludzi zamierzających nią spekulować, bez najmniejszego zamiaru wyjazdu do Nowej Zelandii i inwestowania w dopiero co nabyte grunta. To zaś oznaczało, że nowa kolonia poważnie odczuwała brak pracodawców, a w konsekwencji brak pracy dla klasy robotniczej. W rezultacie New Zealand Company musiała stać się głównym pracodawcą, a to powodowało znaczne wydatki kompanii, która zaczęła prosić rząd brytyjski o wsparcie finansowe i pod koniec roku 1846 taką pomoc (w wysokości 236 000 ₤) uzyskała, ale pod określonymi warunkami, przede wszystkim pod warunkiem ścisłej kontroli rządowej wszystkich przyszłych operacji kompanii.
W czerwcu 1850 roku kompania stwierdziła, że sprzedaż ziemi w Wellington, Nelson i New Plymouth pozostała na niskim poziomie, a rok fiskalny zakończony w kwietniu 1849 zamknął się kwotą zaledwie 6266 funtów. Nie mając nadziei na osiągnięcie profitu, kompania zrzekła się swych przywilejów. Raport specjalnej komisji informował, że straty kompanii wynikały z „cech właściwych jej postępowaniu, charakteryzującym się w wielu przypadkach brakiem rozsądku i nieudolnym zarządzaniem”.
W swym końcowym sprawozdaniu z maja 1858 roku kompania przyznała, że popełniono błędy, ale dodała, że osiedla, jakie założyła, osiągnęły obecnie „zadowalające proporcje” i że nadejdzie taki dzień, kiedy „Nowa Zelandia zajmie należne jej miejsce potomka i partnera ojczystych Wysp... jako Brytania półkuli południowej”.